# 真崎春望
真崎 春望（さなざき はるも、1957年12月20日 - ）は、日本の女性漫画家。東京都葛飾区鎌倉町出身。血液型はO型。デビュー作は1981年秋田書店発行少女漫画雑誌『ひとみ』に連載された『愛を希望します』。

## 来歴
1957年12月20日、東京都葛飾区鎌倉町にて誕生。その後、東京都立墨田川高等学校を卒業する。1980年に「ラストサマー」が第5回ひとみ新人漫画賞で入賞。1981年に『ひとみ』（秋田書店）にて『愛を希望します』を発表し、デビューを果たす。その後、宙出版、集英社、幻冬舎、講談社、ぶんか社など多くの出版社で漫画執筆を行う。

## 作品リスト

### コミックス
- 真夜中ぶるーす
- 舞姫七変化–悪霊転生絵巻–
- 悪魔の終曲
- 魔笛のカイン
- 呪われた学園
- 邪気のさくら
- 高見子伝説
- 聖獣伝
- パープル〜紫の神話〜
- 薔薇迷宮
- 白い島（レウケ）の少年
- 聖痕（スティグマ）
- 天使の料理番
- テキサス探偵物語この恋、絶体絶命!
- エロスタナトス
- まんが 愛と欲望のアンデルセン童話
- 華らせん
- ブレスレス・ブラッド
- 赤（ロドン）の悲劇
- 血とバラの黙示録
- 花都追想録〜プリマヴェーラ〜
- 浅草ヤング妖品店
- ばらの騎士
- プリンスは恋を歌う
- ゲームの結末
- 暗闇の鎮魂歌（レクイエム）
  - 死霊の舞
  - 死霊の森
  - 死霊の微笑
  - 死霊の華
  - 死霊の雪
- 明日見る夢
- シークは恋の都で
- 恋は夜に踊る
- エンジェルウォーズ
- 27通のラブレター
- 疑惑の向こうに
- 愛へのステップ
- ハイヒールをはいたボス
- 一夜のシンデレラ
- シークに恋の花束を
- 美神
- アラビアンナイト
- エレウシス公国物語プリンスと愛の香り
- ロマンスのルール
- 千の夜にキスをして
- シークと恋の舞台へ
- 東京シーク
  - 東京シーク -ミッドナイトエンジェル-
  - 東京シーク -ドリーム・ラビリンス-
  - 東京シーク -シークレットプリンス-
- 女神の息子
- バラ色恋愛戦争
- 新撰組異聞 月花去来
- 古城の姉妹 ガラスのプリンセス
- 古城の姉妹 野薔薇のプリンセス

### リメイク漫画
- 潮風のラプソディー（原作：ロビン・ドナルド）
- ファンタジー・ガール（原作：キャロル・モーティマー）
- 氷のようなシャナ（原作：キャロル・モーティマー）
- 24時間見つめてて（原作：ダイアナ・パーマー）
- 愛の闇、夜のささやき（原作：ダイアナ・パーマー）
- この恋、勝負あり？（原作：ダイアナ・パーマー）
- 誓いのティアラ（原作：ダイアナ・パーマー）
- 夢色の未来（原作：ミランダ・リー）
- オペラ座の怪人（原作：ガストン・ルルー）
- ロマンス親衛隊（原作：デビー・マッコーマー）
- 赤いハート（原作：リタ C.エストラーダ）
- 天使と恋と億万長者（原作：パトリシア・セアー）
- 雇われたプリンセス（原作：マリオン・レノックス）
- 精霊の花嫁 前編・後編（原作：マーゴ・マグワイア）
- 裏切られた夏（原作：ミランダ・リー）
- 放蕩息子の帰還（原作：ノーラ・ロバーツ）
- 珊瑚礁の恋人（原作：マーガレット・ウェイ）
- 許されない愛（原作：パトリシア・セアー）
- マリアの決断（原作：マーゴ・マグワイア）
- 真実よ、今こそ（原作：ミランダ・リー）
- 過去に別れを（原作：ミランダ・リー）
- 一度のキスで…（原作：ペニー・ジョーダン）
- 喝采の夜（原作：ルース・ランガン）
- この恋、絶体絶命！（原作：ダイアナ・パーマー）
- この恋、揺れて…（原作：ダイアナ・パーマー）
- 誘惑の輝き（原作：ミランダ・リー）
- クリスマスプレゼントは私（原作：ダイアナ・パーマー）
- 未婚の母になっても（原作：リン・グレアム）
- パーフェクト・ファミリー（原作：ペニー・ジョーダン）
- あなたしか愛せない（原作：ミランダ・リー）
- 凍てついた薔薇（原作：キャンディス・シューラー）
- 愛の奇跡（原作：ミランダ・リー）
- 源氏物語（原作：紫式部）
- ハズバンド・ハンター（原作：リン・グレアム）
- 愛と言わない理由（原作：リン・グレアム）
- あの日を探して 前編・後編（原作：リンダ・ハワード）
- 妖精の贈り物シリーズ（原作：ノーラ・ロバーツ）
  - 太陽の宝石を君に
  - 月の涙を君に
  - 海の心を君に
- シークにさらわれて（原作：ナリーニ・シン）
- ふいにあなたが舞い降りて（原作：リサ・クレイパス）
- 美しすぎて 前編・後編（原作：ジュディス・アイボリー）
- 偽装結婚ハネムーン（原作：イヴォンヌ・リンゼイ）[3]
- 拒まれたイタリア富豪（原作：イヴォンヌ・リンゼイ）[4]

### 文庫本
- 安倍晴明 上・中・下
- 舞姫七変化–悪霊転生絵巻–
- 新安倍晴明–道満暗黒記–
- 暗闇の鎮魂歌（レクイエム） 上・下[5]

### 文庫イラスト
- ヨーコ流恋の編み方おしえます（著：もがみ凉）
- 銀の月の守護者（著：菊池早苗）
- バンパイア・ララバイ（著：池田悦子）
- まんがグリム童話写楽 - 真説女絵師（著：小金丸大和）

## 漫画選集
- 『ハーレクインコミックスコレクション Vol.7 真崎春望 選集』（宙出版〈エメラルドコミックス〉、2005年1月20日発売）ISBN 4-7767-1510-4

## 画集
- 『真崎春望原画集 愛を唄うもの』（発行：モネ・ブックス／発売：テイアイエス、2006年2月2日初版発行）ISBN 4-88618-451-0